# Смит, Джеймс Леонард Брирли
Джеймс Леонард Брирли Смит (англ. James Leonard Brierley Smith), известный как Дж. Л. Б. Смит (англ. J.L.B Smith; 26 октября 1897 — 7 января 1968) — южноафриканский ихтиолог, химик и профессор Университета Родса. Ему принадлежит одно из крупнейших открытий XX века в области ихтиологии — он первый идентифицировал чучело неизвестной пойманной рыбы как целаканта, тогда как считалось, что они вымерли много миллионов лет назад.

## Ранние годы
Родился в Храаф-Рейнет в семье Джозефа Смита и Эмили Энн Бек. Получив образование в школах городов Наупоорт, Де-Ар, Аливал-Норт, поступил в 1914 году в Епархиальное училище Рондебос, Кейптаун. Получив степень бакалавра в области химии Университета Доброй Надежды в 1916 году и диплом магистра по специальности «химия» университета Стелленбос в 1918 году, Смит отправился в Великобританию, где получил докторскую степень Кембриджского университета в 1922 году. После возвращения в Южную Африку стал работать старшим преподавателем, а впоследствии доцентом кафедры органической химии в Университете Родса в Грейамстауне.
С 1922 по 1937 год он был женат на Генриетте Сесиль Пиенаар, чей отец был служителем Голландской Реформатской церкви в Сомерсет-Уэст. В этом браке у Дж. Л. Б. Смита было трое детей.
В Грейамстауне он встретил Мэри Маргарет Макдональд, родившуюся в Индве 26 сентября 1916 года. После окончания школы Мэри Маргарет Макдональд училась в Университете Родса, где получила степень бакалавра в области физики и химии. Она хотела изучать медицину, но в 1938 году вышла замуж за Смита и стала его ассистентом на кафедре ихтиологии в университете.
Интерес к ихтиологии у Смита был с детства, со времени его отдыха в Найсне. Вот как писал об этом позднее сам Смит: 

«Мой отец был заядлый рыболов. Помню, как в детстве, вооружившись забракованными снастями, я поймал в Книсне свою первую рыбку. Вид чудесного сверкающего создания, которое я извлек из неведомого подводного мира, подействовал на меня потрясающе — сильнее, чем что-либо позднее в моей жизни. С тех пор рыбная ловля стала моей страстью, манией, но она приносила мне не только радости. В Южной Африке в дни моей молодости удить рыбу на море считалось недостойным университетского преподавателя (странно вспоминать об этом сейчас..)»— Смит Дж. Л. Б. Старина Четвероног: как был открыт целакант. — М.: Географгиз, 1962. — 216 с

## Открытие целаканта
На востоке Капской провинции местные музеи в Грейамстауне, Порт-Элизабете, Ист-Лондоне и Кинг-Уильямс-Тауне испытывали затруднения со штатом научных работников, поэтому все заведующие этих музеев с радостью принимали услуги Смита (он был почетным хранителем ихтиологических коллекций этих музеев), он регулярно их навещал, и они сохраняли или присылали ему для исследования редких рыб. Смит пытался убедить команды рыболовных траулеров в том, как важно выискивать необычных рыб в улове, особенно среди «сорной» рыбы. Продолжая развивать своё увлечение ихтиологией, Смит не только поддерживал тесный контакт с музеями, установил теплые личные отношения с командами траулеров, рыбопромысловыми фирмами и многими рыболовами-любителями, но и расширил знания о рыбах, обитающих и обитавших в водах Южной Африки.
22 декабря 1938 года в Ист-Лондоне куратором местного музея Марджори Куртене-Латимер среди горы доставленной для исследований рыбы был обнаружен совершенно необычный экземпляр. Так как самостоятельно идентифицировать его она не смогла, то приказала сделать чучело, написала письмо Смиту и приложила к письму зарисовку. 3 января 1939 года Смит получил письмо и был поражен — на рисунке была изображена рыба, которая по внешним признакам относилась к вымершей группе кистеперых рыб. Прибыв в Ист-Лондон, Смит идентифицировал рыбу как целаканта, который считался вымершим более 65 миллионов лет назад. Смит дал название новой рыбе в честь М. Куртене-Латимер и месту обнаружения (река Чалумна) — Latimeria chalumnae. Смит сыграл важную роль в организации поиска второго экземпляра рыбы. Второй экземпляр Latimeria chalumnae был обнаружен спустя 14 лет на Коморских островах.
Смит и его жена Маргарет работали совместно над популярной книгой «Sea Fishes of South Africa» (Морские рыбы Южной Африки), которая была впервые опубликована в 1949 г., вслед за которой последовали и другие работы. Среди них было более 500 статей по ихтиологии и описания 370 новых видов рыб.

## Смерть и наследие
Смит страдал от рака и 7 января 1968 года покончил с собой, приняв цианид калия. Его вдова Маргарет основала Южно-Африканский институт водного биоразнообразия имени Дж. Л. Б. Смита в Грейамстауне. Его сын — известный южноафриканский телеведущий, преподаватель информатики и математики Уильям Смит.